# Malik Hooker
Malik Hooker (geboren am 2. April 1996 in New Castle, Pennsylvania) ist ein US-amerikanischer American-Football-Spieler auf der Position des Safeties. Er spielte College Football für die Ohio State University und wurde in der ersten Runde des NFL Draft 2017 von den Indianapolis Colts ausgewählt. Seit 2021 spielt Hooker für die Dallas Cowboys.

## College
Hooker besuchte die Highschool in seiner Heimatstadt New Castle, Pennsylvania, wo er zunächst erfolgreich Basketball spielte, bis er ab 2012 auch zwei Jahre lang für das Highschoolfootballteam als Wide Receiver und als Cornerback spielte. Ab 2014 ging Hooker auf die Ohio State University, um College Football für die Ohio State Buckeyes zu spielen. Nach einem Redshirtjahr kam er 2015 vereinzelt in der Defense sowie vorwiegend in den Special Teams zum Einsatz. In der Saison 2016 war Hooker dann Stammspieler. Bereits in seinem ersten Spiel als Starter konnte er zwei gegnerische Pässe abfangen, insgesamt fing er 2016 sechs Interceptions, zudem setzte er 74 Tackles. Dabei gelangen ihm drei Interception-Return-Touchdowns, was in dieser Saison Bestwert in der NCAA Division I Football Bowl Subdivision (FBS) war. Hooker wurde in das All-Star-Team der Big Ten Conference sowie zum Consensus All-American gewählt. Nach der Saison meldete er sich für den NFL Draft 2017 an.

## NFL
Hooker wurde im NFL Draft 2017 an 15. Stelle von den Indianapolis Colts ausgewählt. Aufgrund einer Operation an der linken Hüfte, der er sich im Januar 2017 unterzogen hatte, verpasste er den ersten Teil der Saisonvorbereitung. Im Trainingscamp zog Hooker sich eine Leisten- und eine Schulterverletzung zu und konnte daher nur eingeschränkt trainieren und nur in einer Partie der Preseason spielen. Er ging als Ersatzspieler hinter Darius Butler und Matthias Farley in seine erste NFL-Saison. Am zweiten Spieltag stand Hooker wegen einer Verletzung von Butler erstmals als Starter auf dem Feld. Bei der 13:16-Niederlage gegen die Arizona Cardinals gelang ihm seine erste Interception in der NFL, als er im zweiten Viertel einen Pass von Carson Palmer abfangen konnte. Auch in den folgenden Spielen stand Hooker von Beginn an auf dem Feld, am dritten und am vierten Spieltag gelang ihm jeweils eine weitere Interception. In Woche 7 zog Hooker sich gegen die Jacksonville Jaguars einen Kreuzbandriss zu und fiel daher für den Rest der Saison aus.
In seiner zweiten NFL-Saison war Hooker von Beginn an Stammspieler und bestritt 14 Spiele als Starter, in denen er 44 Tackles setzte, vier Pässe verhinderte und zwei Interceptions fing. Zwei Partien der Regular Season verpasste er wegen einer Hüftverletzung, zudem fehlte er in der Play-off-Partie gegen die Kansas City Chiefs, da er sich am Fuß verletzt hatte. Auch in der Saison 2019 war Hooker von Verletzungen beeinträchtigt und musste wegen eines Meniskusrisses drei Partien aussetzen. Daraufhin verzichteten die Colts im Mai 2020 aufgrund der unbeständigen Leistungen von Hooker darauf, die Fifth-Year-Option seines Rookievertrages zu ziehen. In der Saison 2020 zog Hooker sich am zweiten Spieltag gegen die Minnesota Vikings einen Achillessehnenriss zu und verpasste damit den Rest der Saison.
Im Juli 2021 nahmen die Dallas Cowboys Hooker unter Vertrag. In der Saison 2021 kam er als dritter Safety der Cowboys in einer Rolle als Ergänzungsspieler zum Einsatz und verzeichnete 44 Tackles und eine Interception. Am 15. März 2022 verlängerte Hooker seinen Vertrag in Dallas für acht Millionen US-Dollar um zwei Jahre. Auch wenn er 2022 nominell nur in sechs von 16 Spielen Starter war, sah er die drittmeiste Einsatzzeit in der Secondary der Cowboys. Hooker verzeichnete 62 Tackles, drei Interceptions und einen Fumble-Return-Touchdown über 38 Yards. Im August 2023 einigte er sich mit den Cowboys auf eine weitere Verlängerung seines Vertrags bis 2026 im Wert von 24 Millionen US-Dollar für drei Jahre.

### NFL-Statistiken
| Saison                             | Saison | Spiele | Spiele      | Tackles | Tackles | Tackles | Tackles | Interceptions | Interceptions | Interceptions | Interceptions | Interceptions | Fumbles | Fumbles | Fumbles |
| Jahr                               | Team   | Spiele | als Starter | Gesamt  | Solo    | Ast     | Sacks   | PD            | INT           | Yds           | Lng           | TD            | FF      | FR      | Yds     |
| ---------------------------------- | ------ | ------ | ----------- | ------- | ------- | ------- | ------- | ------------- | ------------- | ------------- | ------------- | ------------- | ------- | ------- | ------- |
| 2017                               | IND    | 7      | 6           | 22      | 16      | 6       | 0,0     | 4             | 3             | 73            | 32            | 0             | 0       | 0       | 0       |
| 2018                               | IND    | 14     | 14          | 44      | 30      | 14      | 0,0     | 4             | 2             | 34            | 27            | 0             | 0       | 1       | 0       |
| 2019                               | IND    | 13     | 13          | 51      | 30      | 21      | 0,0     | 3             | 2             | 39            | 26            | 0             | 0       | 1       | 0       |
| 2020                               | IND    | 2      | 2           | 7       | 5       | 2       | 0,0     | 0             | 0             | 0             | 0             | 0             | 0       | 0       | 0       |
| 2021                               | DAL    | 15     | 3           | 44      | 30      | 14      | 0,0     | 2             | 1             | 0             | 0             | 0             | 0       | 0       | 0       |
| 2022                               | DAL    | 16     | 6           | 62      | 44      | 18      | 0,0     | 3             | 3             | 29            | 26            | 0             | 0       | 1       | 1       |
| 2023                               | DAL    | 16     | 15          | 50      | 27      | 23      | 0,0     | 3             | 1             | 0             | 0             | 0             | 1       | 1       | 0       |
| 2024                               | DAL    | 17     | 17          | 81      | 51      | 30      | 0,0     | 5             | 2             | 20            | 21            | 0             | 0       | 0       | 0       |
| Gesamt                             | Gesamt | 100    | 76          | 361     | 233     | 128     | 0,0     | 24            | 14            | 195           | 32            | 0             | 1       | 4       | 1       |
| Quelle: pro-football-reference.com |        |        |             |         |         |         |         |               |               |               |               |               |         |         |         |